# Bell X-5

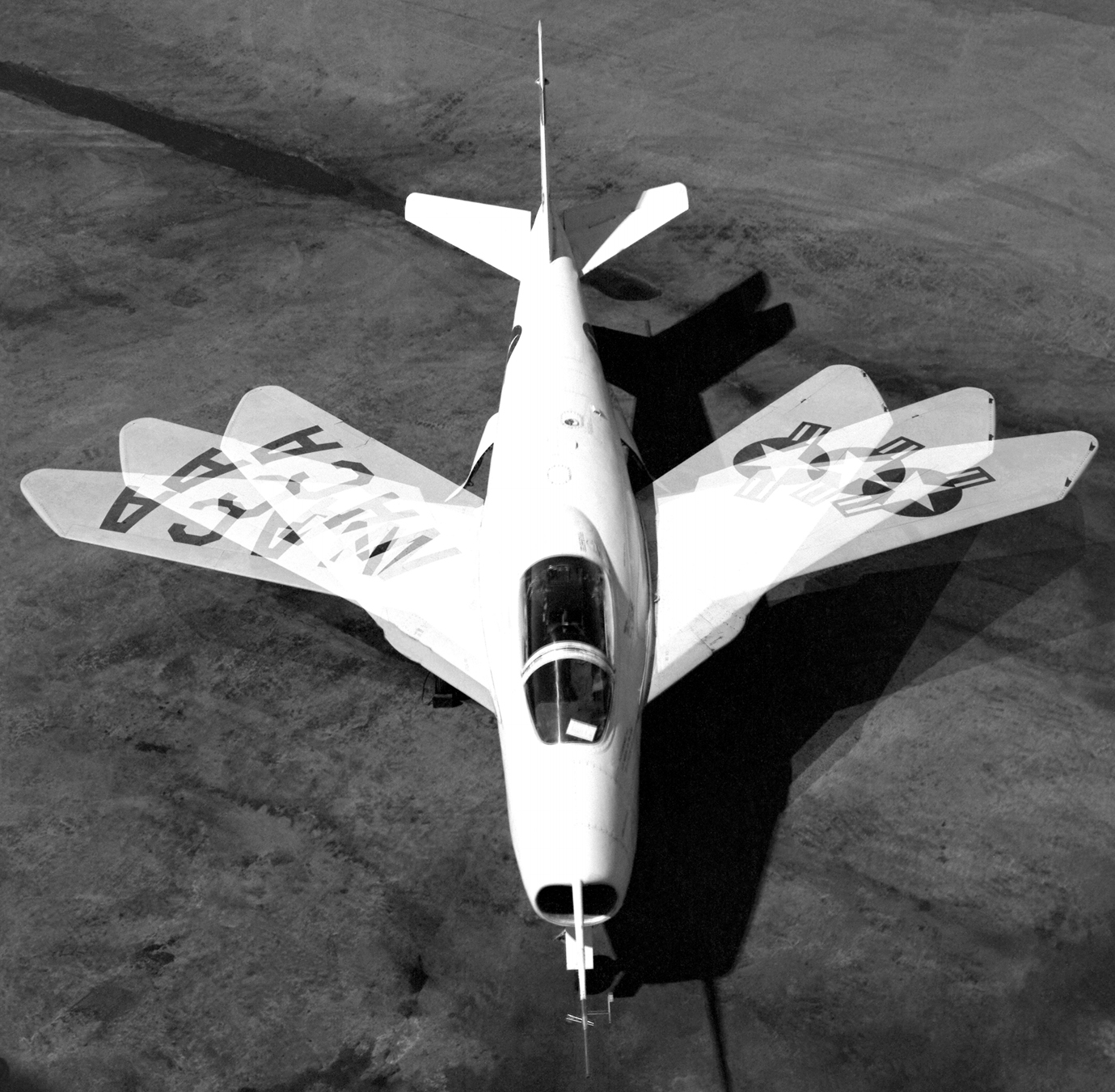
Fotografie ukazující změnu šípovosti křídel u Bell X-5.

Bell X-5 bylo americké experimentální letadlo sloužící k ověření praktické použitelnosti konceptu letadel s měnitelnou geometrií křídel. Bylo to první letadlo s geometrií křídel měnitelnou za letu.
Koncept tohoto modelu navazoval na projekt společnosti Messerschmitt P. 1101 s nosnými plochami měnitelnými na zemi v úhlech 35 a 45°. X-5 z tohoto typu vycházel, geometrii křídel však mohl měnit i za letu. Postaveny byly dva letouny X-5, nesoucí sériová čísla 50-1838 a 50-1839. První stroj poprvé vzlétl 20. června 1951. Stroj s číslem 50-1839 se 13. října 1953 havaroval, jeho pilot major Raymond A. Popson byl na místě mrtev. Druhý zůstal v provozu do konce roku 1955. Poslední let provedl 25. října 1955 pilotoval jej nováček v High-Speed Flight Research Station Neil Armstrong. Z těchto dvou strojů získal americký letecký průmysl informace o nosných plochách s měnitelnou geometrií. Zachovaný první prototyp byl v březnu 1958 předán Národnímu muzeu Letectva Spojených států amerických a je vystaven na Wright-Pattersonově letecké základně.

## Specifikace (Bell X-5)

### Technické údaje
- Posádka: 1
- Rozpětí:
  - Rozložené: 10,21 m
  - Složené: 6,5 m
- Délka: 10,16 m
- Výška: 3,6 m
- Nosná plocha: 16,26 m²
- Prázdná hmotnost: 2 880 kg
- Max. vzletová hmotnost: 4 536 kg
- Pohonná jednotka: 1x proudový motor Allison J35-AS-17
- Výkon pohonné jednotky: 21,79 kN

### Výkony
- Maximální rychlost: 1 134 km/h ve velké výšce
- Dolet: 1 207 km
- Dostup: 15 200 m
- Poměr tah/hmotnost: 0,50:1